# صبار أم اللبن

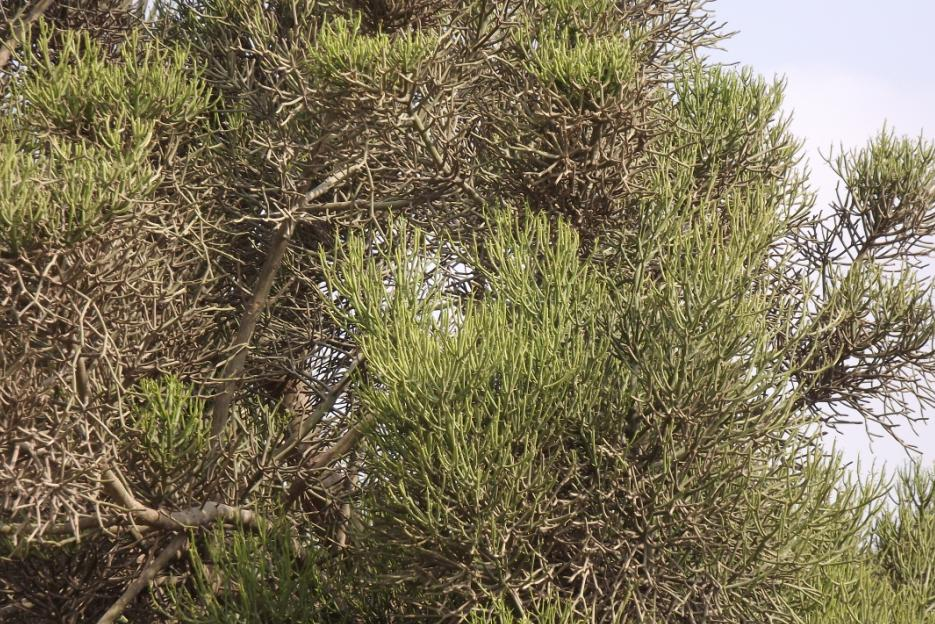
صبار أم اللبن في القاهرة

صبار أم اللبن (الاسم العلمي: Euphorbia tirucalli) (بالإنجليزية: naked lady)‏ أو (بالإنجليزية: pencil tree)‏ أو (بالإنجليزية: pencil cactus)‏، هو نبات ينتمي إلى (فصيلة: Euphorbiaceae) لبنية.

## خصائصها
نبات القلم أو أم اللبن نبات عصاري ينمو طبيعياً في جزيرة مدغشقر والجنوب الشرقي لإفريقيا، حيث يشكل أحياناً شجرة كبيرة يصل ارتفاعها إلى 10 إلى 15 متراً. تكون النبتة متعددة الأفرع وذات شكل رائع، ويصل ارتفاعها إلى 4 أمتار. والساق أسطوانية خضراء باهتة اللون ويصل قطرها إلى نحو 8 مم، كأنها أقلام رصاص.
وتعطي ساق النبات المتفرعة شكلاً مستديراً لشجيرة عملاقة. ويتحول اللحاء بعد تمام نموه إلى اللون الرمادي وتظهر عليه أحياناً تورمات غير مرضية وحزم سوداء. والأوراق شريطية، قصيرة الأجل تخلف ندباً على الساق بعد تساقطها تعطيه مظهراً مميزاً. وتظهر في فصل الخريف عناقيد من الأزهار الصفراء الصغيرة جداً دون أن يكون لها تأثير ملفت للنظر. والثمار منشقة مؤلفة من ثلاثة أجزاء عرضها 12 مم وتتفتح وهي لا زالت متصلة بالنبات. وتستخدم البذور وكذلك العقل الساقية لإكثار النبات. ولا بد من غمس العقل في الماء لخروج العصارة ومن ثم تركها لتجف لأيام عدة قبل زراعتها.
يتسبب تعرض النبات لأي خدش في انسياب عصارة لبنية تتسبب في الإصابة ببثور على الجلد وهي مادة سامة لو تناولها الإنسان. وفي الوقت نفسه لها استخدامات طبية. يجب عدم زراعة النبات بالقرب من برك الزينة لسميته للأسماك. ويتحمل نبات أم اللبن الملوحة إلى حد ما، والجفاف، ومن الغريب أن هذا النبات يتحمل أيضاً ظروف الصرف غير الجيد بشكل أفضل من أي النباتات العصارية الأخرى.
للحصول على نباتات قوية، يجب تخفيف الري في الخريف ووقفه تماماً في فصل الشتاء. ويعطي النبات منظراً متميزاً إذا زرع بين الجلاميد في الحدائق الصخرية أو في مجموعات على جوانب الطرقات، حيث يمكنه تحمل أشعة الشمس المباشرة.

## الإسعافات الأولية
يعتبر اللثى اللبني مهيّجاً جداً إذا ما لامس الجلد، إذ يسبب تهيجاً شديداً واحمراراً وحرقة. وإذا لامس العينين يسبب ألماً شديداً، وفي بعض الحالات يسبب العمى المؤقت لعدة أيام. قد تتفاقم الأعراض إذا استمر التعرض لأكثر من 12 ساعة.
بالنسبة للتعرض للعين، يجب تنظيف العينين بالماء البارد لمدة 15 دقيقة على الأقل، وتكرار ذلك أكثر من مرّة. يجب مراجعة جهة تقدم العناية الطبية خاصة في حال عدم تطبيق إجراءات الإسعاف الأولي. إذ من الممكن توفير أدوية مضادة للهيستامين.
إذا ابتلع اللثى اللبني، فإنه قد يسبب حروقاً للفم والشفتين واللسان. وقد تمّ تسجيل حالات وفاة بسبب بلع اللثى. وفي حالة البلع يجب مراجعة طوارئ المستشفى فوراً.

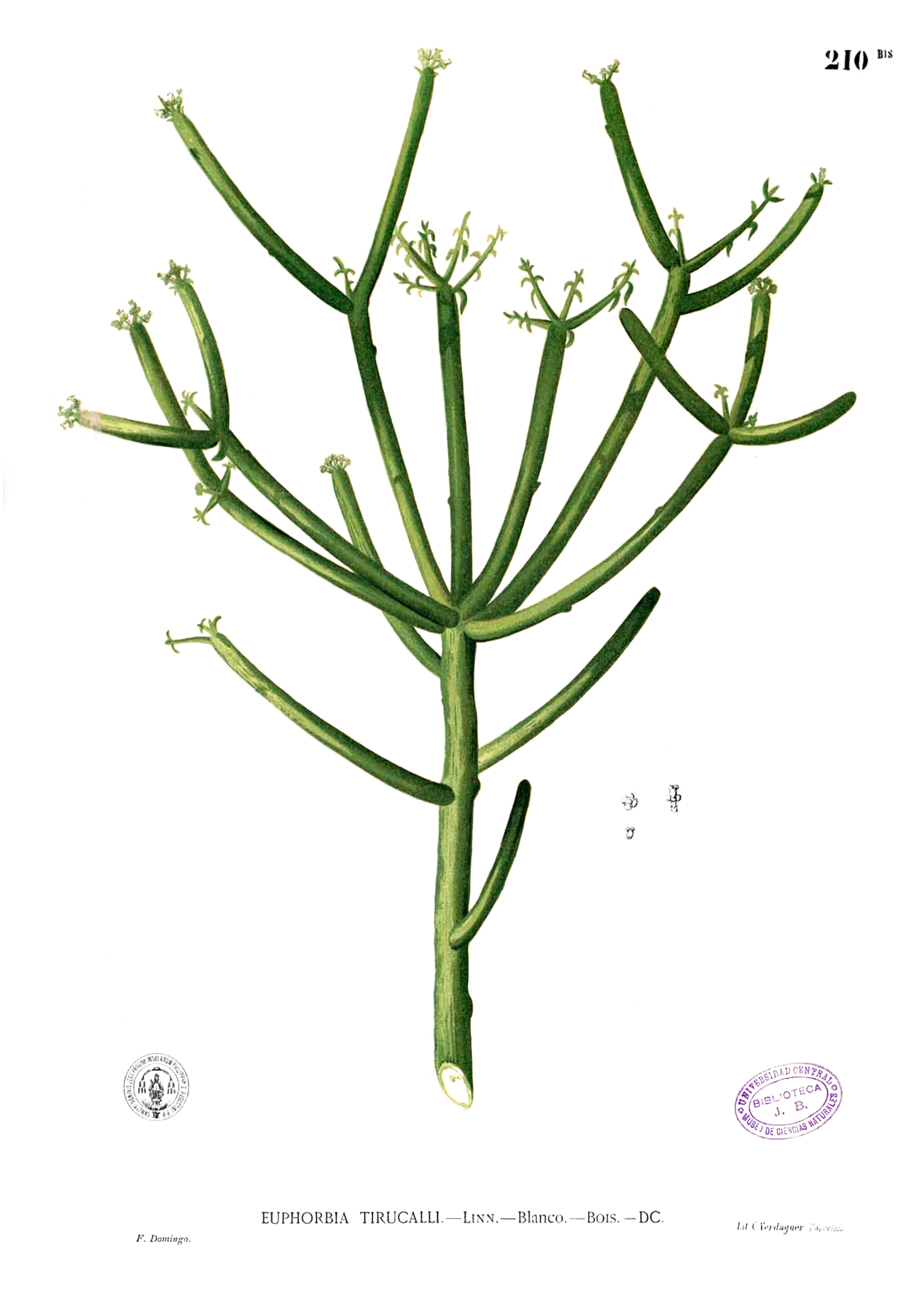
Habit
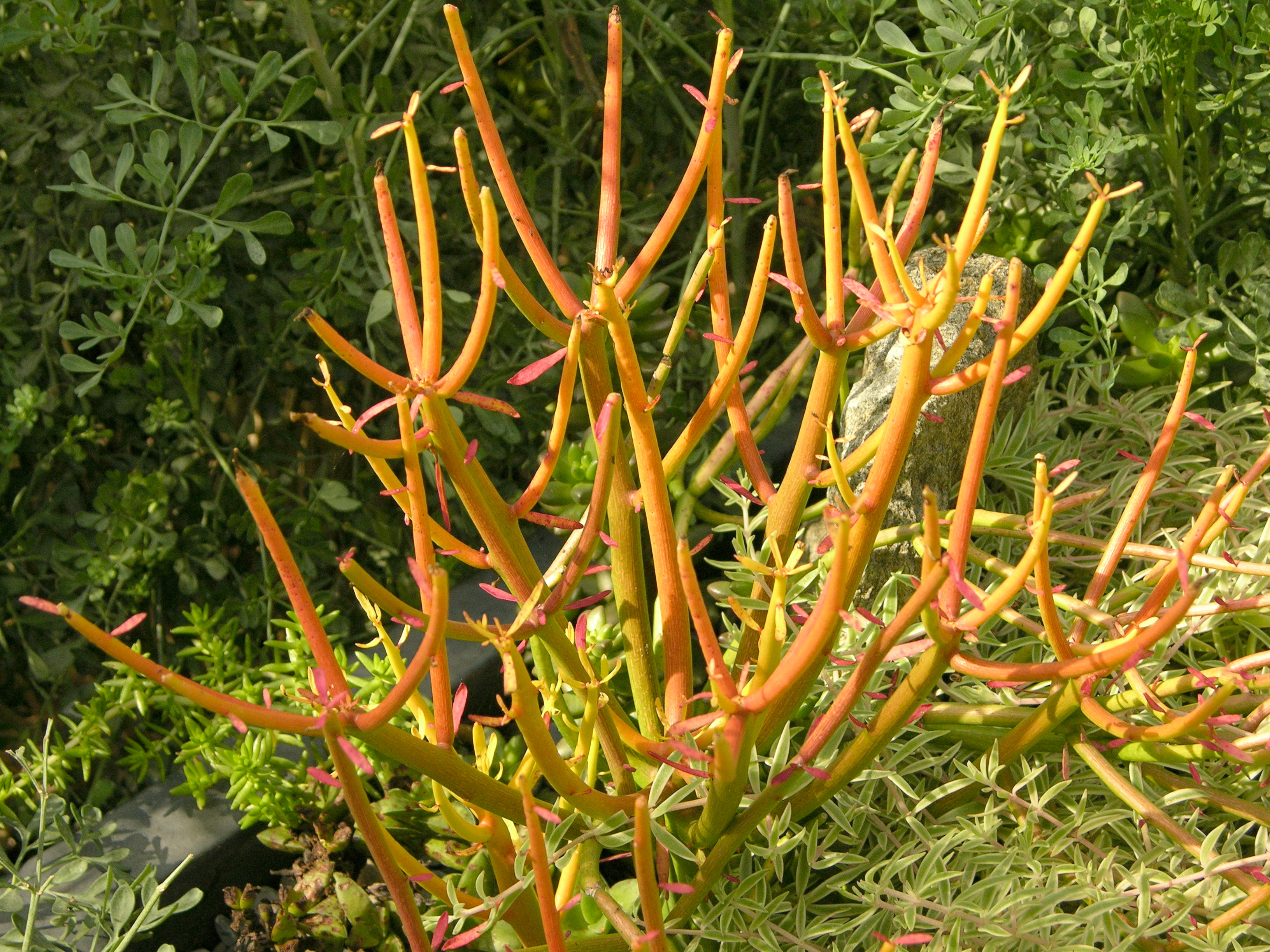
أغضان مشتعلة
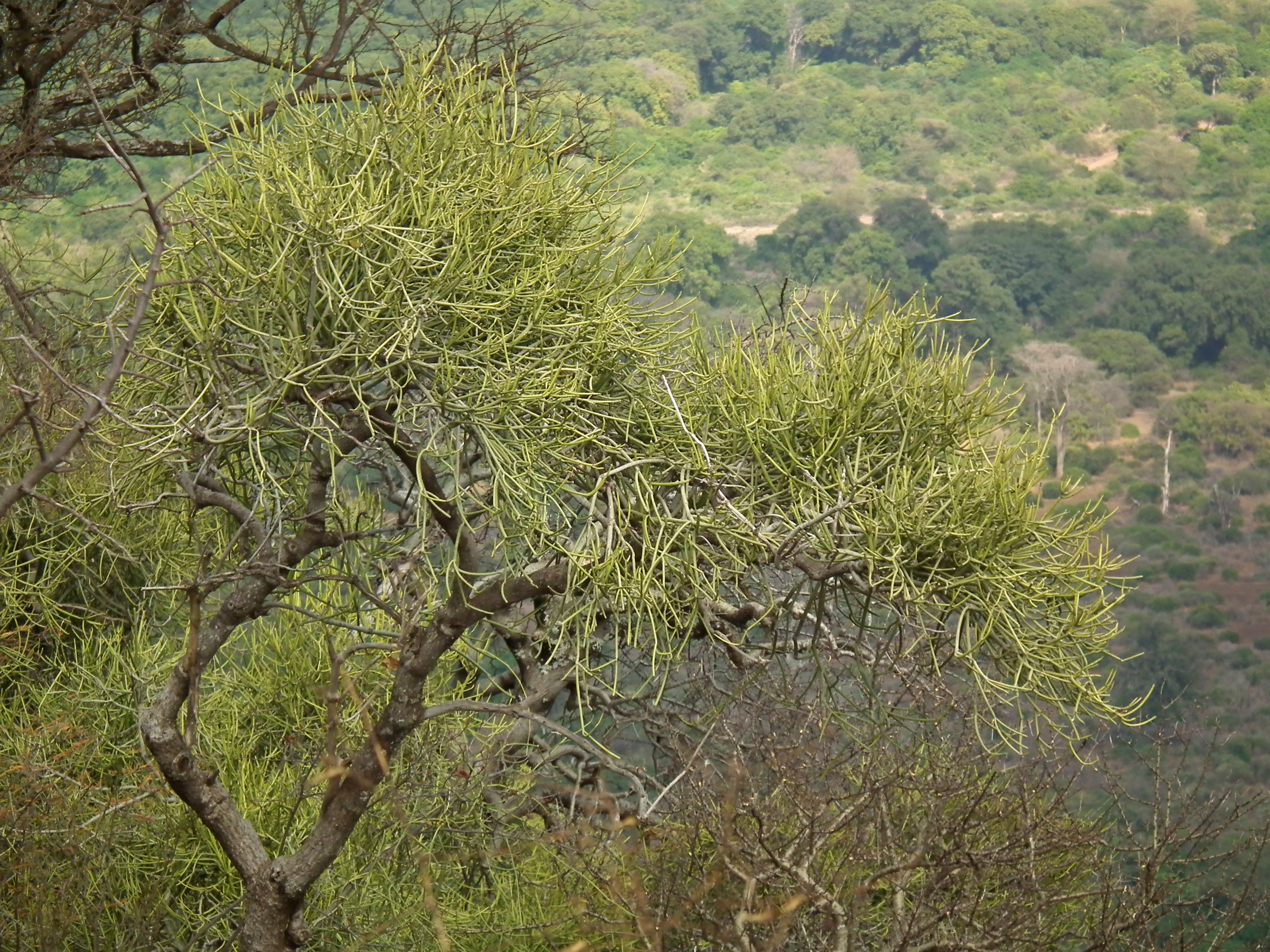
شجرة ناضجة في تنزانيا